# Ion Pacea
Ion Pacea (n. 7 septembrie 1924, Choropani⁠(d), Macedonia și Tracia⁠(d), Grecia – d. 13 august 1999, București, România) a fost un pictor român, membru de onoare al Academiei Române.

## Biografie
Ion Pacea este considerat unul dintre cei mai mari coloriști ai picturii române moderne.
Se face cunoscut printr-o serie dedicată genului clasic al picturii: peisaje, naturi moarte, marine, interioare. Cu o bază figurativă solidă ancorată într-o profundă cunoaștere a picturii europene, reușește să creeze o imagistică abstractă. În pânzele sale strălucirea culorii este susținută de o paradoxală alianță între suprafețele aplatizate ale formelor și o tușă liberă, vibrantă, gestuală.
Studiază în același timp la Academia de Belle-Arte și la Academia Liberă „Guguianu”, unde îi are ca profesori pe Camil Ressu, Jean Alexandru Steriadi și Alexandru Ciucurencu. Debutează la Salonul Oficial din București, in 1947.
Își construiește o carieră solidă având mai multe expoziții personale și colective în țara și în străinătate; la Paris, Berlin, Praga, Dresda, Edinburgh, Washington, Munchen, Moscova, Sofia.
Ocazional, a interpretat roluri în câteva filme românești, a avut două roluri principale, unul în De trei ori București (1968) și altul (care a fost cel mai cunoscut) în filmul Bietul Ioanide (1980) al regizorului Dan Pița.

## Premii și distincții
Parcursul său a fost încoronat de mai multe premii importante naționale și internaționale, ca premiul „Ion Andreescu” al Academiei Române (1963), Premiul pentru pictură (1965) și Marele Premiu al UAP (1967).
A fost distins cu:
- Ordinul „Meritul Cultural” clasa a III-a (1968) „pentru activitate deosebită în domeniul artelor plastice”[8]
- Ordinul Meritul Cultural clasa a II-a (1971) „pentru merite deosebite în opera de construire a socialismului, cu prilejul aniversării a 50 de ani de la constituirea Partidului Comunist Român”[9]

## Fimografie
- De trei ori București (1968)
- Bietul Ioanide (1980)